# Jaroslav Mezník
Jaroslav Mezník mladší (31. prosince 1928 Bratislava – 28. listopadu 2008 Brno) byl český historik-medievista, profesor na Filozofické fakultě Masarykovy univerzity, odborník na (vrcholně) středověké dějiny střední a západní Evropy, za normalizace disident, signatář Charty 77, po sametové revoluci československý politik za obnovenou Československou sociální demokracii a poslanec Sněmovny národů Federálního shromáždění.

## Život
Jaroslav Mezník se narodil v rodině pozdějšího moravskoslezského zemského prezidenta Jaroslava Mezníka (1884–1941), který byl za německé okupace zastřelen, a Marie rozené Dvořákové (1887–1967).
Po gymnáziu absolvoval historii a archivnictví na filozofické fakultě Masarykovy univerzity. V letech 1946–1948 byl členem tehdejší Československé strany národně socialistické, ale už od počátku 50. let se cítil jako sociální demokrat. V 50. letech jako politicky nespolehlivý sloužil u tzv. Pomocných technických praporů. V letech 1953–1956 pracoval jako archivář ve Státním archivu v Janovicích u Rýmařova a od roku 1956 v Historickém ústavu Československé akademie věd, kde se zaměřil zejména na dějiny měst ve 14. a 15. století a detailní prosopografickou analýzou, jejímž uplatněním v tomto kontextu výrazně předběhl historické bádání, značně obohatil naše znalosti o podhoubí různých dobových politických a sociálních třenic, případně husitské revoluce v Praze. 
V době Pražského jara 1968 vstoupil do brněnské okresní organizace Československé strany socialistické, kde probíhala výrazná vnitřní obroda a městská organizace této strany se jasně přihlásila k obrodnému procesu. V období od listopadu 1968 do listopadu 1969 byl jmenován předsedou městské politické komise ČSS, členem celostátní ideové komise při Ústředním výboru ČSS v Praze, byl významnou osobností tzv. Diskusního klubu, který založil jeho spolužák z gymnázia Milan Šilhan. Po invazi vojsk Varšavské smlouvy v srpnu 1968 byl z funkcí odvolán. V politické práci pokračoval následně v ilegalitě. Ze strany byl vyloučen po jeho zatčení v době tzv. normalizace 31. ledna 1972. 
V roce 1972 byl z politických důvodu uvězněn a ve vězení byl až do roku 1974. Po propuštění z vězení mohl pracovat jen jako skladový dělník. Byl signatářem Charty 77 a v období 1977–1989 byl znovu dvakrát nakrátko uvězněn, naposledy v říjnu 1988 na 2x 48 hodin v souvislosti s přihlášením se k disidentské organizaci Hnutí za občanskou svobodu (HOS). 
V roce 1978 podepsal v rámci Charty 77 prohlášení Sto let českého socialismu, v němž se skupina levicově orientovaných disidentů s respektem vyjádřila o předúnorových tradicích demokratické levice.
Od září 1987 se snažil v Brně společně s Milanem Jelínkem, Janem Šimsou, Dušanem Slávikem a Josefem Podsedníkem obnovit Masarykovu společnost, oficiálně se jim to podařilo až v listopadu 1989. 
Od 19. listopadu do prosince se angažoval v brněnském Občanském fóru, byl členem jeho městské rady, ale brzy se členství v OF vzdal a přešel do nově obnovené sociální demokracie, která měla své první shromáždění v Brně 13. 12. 1989.
Profesně je k roku 1990 uváděn jako důchodce, bytem Brno.
V lednu 1990 zasedl v rámci procesu kooptací do Federálního shromáždění po sametové revoluci do české části Sněmovny národů (volební obvod č. 48 - Brno-město II, Jihomoravský kraj) jako poslanec za obnovenou ČSSD. Ve Federálním shromáždění setrval do konce funkčního období, tedy do voleb roku 1990.
Pak se vrátil k práci v Historickém ústavu Československé akademie věd a roku 1992 se stal profesorem starších obecných dějin na Filozofické fakultě Masarykovy univerzity. Zde také v letech 1994–1995 působil jako děkan fakulty. Byl členem vědeckých rad Masarykovy univerzity v Brně, Slezské univerzity v Opavě a Historického ústavu AV ČR a členem redakční rady Českého časopisu historického. Mezi jeho žáky patří např. Libor Jan, Martin Wihoda nebo Tomáš Borovský. Angažoval se rovněž v brněnské odbočce Masarykovy demokratické akademie (MDA). 
V roce 1996 se neúspěšně ucházel za ČSSD o křeslo senátora ve volebním obvodu Brno-město.

## Ocenění
V roce 1995 mu byla udělena Zlatá medaile Masarykovy univerzity, v roce 1998 obdržel Řád Tomáše Garrigua Masaryka a roku 2000 získal i Cenu města Brna. Obdržel také Medaili Františka Palackého za zásluhy o společenské vědy.

## Publikace
- Praha před husitskou revolucí. Praha 1990 (původně 1969, sazba rozmetána).
- Lucemburská Morava 1310–1423. Praha 1999.
- Můj život za vlády komunistů (1948–1989). Brno 2005.
- Tvář stárnoucího středověku : výbor článků a studií. Brno 2008. ISBN 978-80-86488-49-3